# FF Jaro
Az FF Jaro, teljes nevén Fotbollsföreningen Jaro Jalkapalloseura egy finn labdarúgócsapat. A klub jelenleg a másodosztályban szerepel, székhelye a félig finn, félig svéd városban, Jakobstadban van. A kettősségre utal a klub nevén a Fotbollsföreningen, ami svéd, valamint a Jalkapalloseura, ami finn szó.

## Jelenlegi keret
| #  |         | Poszt | Név                  |
| -- | ------- | ----- | -------------------- |
| 1  | EST     | K     | Vitali Teleš         |
| 2  | FIN     | V     | Nosh A Lody          |
| 3  | FIN     | V     | Heikki Aho           |
| 4  | RUS     | V     | Makszim Vasziljev    |
| 5  | FIN     | KP    | Kåre Björkstrand     |
| 6  | FIN     | KP    | Janne Vellamo        |
| 7  | FIN     | KP    | Marco Matrone        |
| 8  | FIN     | V     | Jari Sara            |
| 9  | FIN     | CS    | Björn-Erik Sundqvist |
| 10 | Koszovó | KP    | Ymer Xhaferi         |
| 11 | FIN     | CS    | Jani Bäckman         |
| 12 | FIN     | K     | Jesse Öst            |

| #  |     | Poszt | Név                                             |
| -- | --- | ----- | ----------------------------------------------- |
| 13 | FIN | V     | Jani Sarajärvi                                  |
| 14 | FIN | KP    | Alexei Eremenko (Metaliszt Harkivtól)           |
| 15 | FIN | KP    | Markus Kronholm                                 |
| 16 | SEN | CS    | Papa Niang                                      |
| 17 | FIN | CS    | Petter Meyer                                    |
| 18 | FIN | KP    | Thomas Kula                                     |
| 19 | FIN | KP    | Sebastian Mannström                             |
| 20 | GER | V     | Tillmann Grove                                  |
| 21 | FIN | CS    | Daniel Fellman                                  |
| 22 | FIN | KP    | Johan Brunell                                   |
| 25 | CIV | CS    | Venance Zézé (Kölcsönben a Metaliszt Harkivtól) |
| 26 | FIN | V     | Tommi Haanpää                                   |

## Ismertebb játékosok
- Sam Ayorinde (1997)
- Andrei Borissov (1998–2001)
- / Id. Alexei Eremenko (1990–1997, 2003–2005)
- / Ifj. Alexei Eremenko
- / Roman Eremenko (2004–2005)
- Krzysztof Gawara (1991–1992)
- Hans Gillhaus (1998)
- Angel Ginev (2004–2006)
- Toomas Kallaste (1997–1998)
- Piracaia (2005–2007)
- Jonas Portin
- Jens Portin
- Fredrik Svanbäck (1997–2004)
- Gyenyisz Tumaszjan (2004–2005)
- Jari Vanhala (1991, 1995–1996)
- Mladen Milinkovic (1998, 1999, 2001)

## Külső hivatkozások
- Hivatalos weboldal (finnül), (svédül)
- Szurkolói oldal[halott link] (finnül), (svédül)